# Clase Porter
La clase Porter fue un tipo de destructores  de la Armada de los Estados Unidos con un desplazamiento de 1850 toneladas. Al igual que la clase Farragut anterior, su construcción fue autorizada por el Congreso el 26 de abril de 1916, pero la financiación se retrasó considerablemente. Fueron diseñados con base en un límite de desplazamiento estándar de 1.850 toneladas impuesto por el Tratado Naval de Londres ; el límite de tonelaje del tratado permitía 13 barcos de este tamaño, y la clase Somers similar se construyó más tarde para cumplir con el límite. Los primeros cuatro Porter fueron colocados en 1933 por New York Shipbuilding en Camden, Nueva Jersey, y los siguientes cuatro en 1934 en Bethlehem Steel Corporation en Quincy, Massachusetts. Todos fueron comisionados en 1936 excepto Winslow, que fue comisionado en 1937. Fueron construidos en respuesta a los grandes destructores de clase Fubuki que la Armada Imperial Japonesa estaba construyendo en ese momento y fueron designados inicialmente como líderes de flotilla. Sirvieron extensamente en la Segunda Guerra Mundial , en la Guerra del Pacífico, el Atlántico y en las Américas . Porter fue la única pérdida de la clase, en la Batalla de las Islas Santa Cruz el 26 de octubre de 1942.

## Diseño y construcción
Los primeros cuatro buques de la clase, fueron puestos en grada en 1933 en el astillero New York Shipbuilding y los cuatro siguientes en 1934 en el astillero Bethlehem Steel Corporation en Quincy, Massachusetts. Todos fueron asignados en 1936 con la excepción del USS Winslow, que lo fue en 1937.
Fueron construidos en respuesta a  los grandes destructores que la Armada Imperial Japonesa estaba construyendo en esa época, y fueron designados inicialmente como líderes de flotillas de destructores.  

### Armamento
Estaban construidos originalmente con ocho cañones de 127 mm/38 Mk 12 en cuatro montajes de simple propósito (solo antisuperficie) Mark 22. Esto, probó ser demasiado pesado, y los aviones, se convertían en la principal amenaza, pero durante la guerra, los montajes 51 y 54 fueron reemplazados con montajes dobles de doble propósito (dos cañones, aptos para lucha antisuperficie y antiaérea por montaje), y se le instalaron además otros cañones menores antiaéreos.  En algunos de los buques de la clase, el montaje 52 fue reemplazado por un montaje cuádruple de cañones antiaéreos  Bofors 40 mm, y el montaje 53, fue substituido por un montaje simple de 127 mm/38 de doble propósito.  Adicionalmente, se les colocó cañones antiaéreos de 40 mm a mitad del buque.  

## Lista de buques de la clase Porter
- USS Porter (DD-356) (1936-1942)
- USS Selfridge (DD-357) (1936-1946)
- USS McDougal (DD-358) (1936-1949)
- USS Winslow (DD-359) (1937-1959)
- USS Phelps (DD-360) (1936-1947)
- USS Clark (DD-361) (1936-1946)
- USS Moffett (DD-362) (1936-1947)
- USS Balch (DD-363) (1936-1946)